# 제레미 페냐
제레미 조안 페냐(스페인어: Jeremy Joan Peña, 1997년 9월 22일~)는 도미니카 공화국의 야구 선수로, 현재 메이저 리그 베이스볼에 소속되어 있는 휴스턴 애스트로스의 유격수이다.

## 아마추어 경력
도미니카 공화국의 산토 도밍고에서 태어난 페냐는 9살에 미국 로드아일랜드주의 프로비던스로 이주하였고, 그 지역의 클래시컬 고등학교에 진학한다. 그리고 졸업 반 시절에 팀의 주장으로 선임되었으며, 0.390의 타율을 기록하는 등 뛰어난 활약을 하였다. 이러한 활약에 힘입어 2015년에 메이저리그 신인 드래프트에서 39라운드로 애틀랜타 브레이브스에 지명되었다. 하지만 이를 거부하고 메인 대학교에 진학하여 3년 동안 주전 유격수로 활약하였고, 2018년 메이저리그 신인 드래프트에서 3라운드 102순위로 휴스턴 애스트로스에 지명되었다.

## 선수 경력

### 휴스턴 애스트로스

#### 마이너리그 시절
휴스턴 애스트로스에 입단한 이후 팀의 산하 로우 싱글A 팀인 트리-시티 밸리캣츠에 합류하였다. 그리고 이 시즌에 36경기에 출장하여 0.250의 타율과 10타점을 기록하였고, 뉴욕-펜 리그 올스타 팀에 선정되었다. 2년 차 시즌인 2019년 시즌에는 싱글A 팀과 하이 싱글A 팀에서 활약하였고, 도합 109경기에 출장하여 0.303의 타율과 0.385의 출루율을 기록하였다. 이후 2020년에는 코로나19로 인해 마이너 리그가 개막하지 않게 되면서 경기에 출전하지 못하였다. 2021년에는 왼 손목에 수술을 받게 되면서 8월이 돼서야 복귀하였다. 그리고 이 시즌에는 트리플A 팀인 슈거랜드 스키터스에서 주로 활동하면서 0.287의 타율과 10개의 홈런을 기록하였다. 시즌 종료 후에는 도미니칸 윈터 리그 팀인 에스트렐라스 데 오리엔테에서 뛰었고, 30경기에 출전하여 5개의 실책 만을 기록하는 등 수비적으로 뛰어난 모습을 보여준 덕분에 골드글러브를 수상하기도 하였다. 그리고 그 해 11월 19일에 40인 로스터에 등록되었다.

#### 2022년
2022년 시즌을 앞두고 기존 주전 유격수였던 카를로스 코레아가 미네소타 트윈스로 이적하자, 팀의 새로운 주전 유격수로 낙점을 받게 된다. 이에 따라 4월 7일에 진행된 로스앤젤레스 에인절스와의 개막전에 7번 타자 겸 유격수로 출전하면서 메이저리그 데뷔전을 치르게 되었다. 그리고 다음 날에 진행된 로스앤젤레스 에인절스와의 경기에서 메이저리그 데뷔 첫 안타와 첫 홈런을 기록하였다. 그렇게 전반기에 73경기에 출전하며 0.263의 타율과 13개의 홈런을 기록하는 등 좋은 활약을 하였고, 특히 4월 24일에 있었던 토론토 블루제이스와의 경기에서는 연장 10회 말에 데뷔 첫 끝내기 홈런을 기록하였다. 이 시즌에는 6월 15일에 엄지 부상을 당한 것 외에는 큰 문제 없이 시즌을 소화하였고, 136경기에 출장하여 0.253의 타율과 22개의 홈런, 그리고 63개의 타점을 기록하며 팀의 포스트시즌 진출에 기여하였다. 포스트시즌에 돌입해서는 아메리칸 리그 챔피언십 시리즈에서 뉴욕 양키스를 상대로 4경기에서 0.353의 타율과 2홈런과 4개의 타점을 기록하는 등 활약하며 아메리칸 리그 챔피언십 시리즈 최우수 선수로 선정되었다. 그리고 그의 활약에 힘입어 소속팀인 휴스턴 애스트로스는 월드시리즈에 진출하였다. 월드시리즈에서도 팀이 치렀던 6경기에 모두 출전하여 0.400의 타율과 1개의 홈런을 기록하는 등 뛰어난 활약을 하였다. 특히 5차전에 필라델피아 필리스의 노아 신더가드를 상대로 홈런을 기록하면서 역대 신인 유격수 최초로 월드시리즈에서 홈런을 기록한 선수가 되었다. 그의 활약을 바탕으로 휴스턴 애스트로스는 필라델피아 필리스를 4승 2패로 꺾고 통산 두 번째 월드시리즈 우승을 달성하였다. 이러한 공로를 인정 받아 월드시리즈 MVP에 선정되면서 메이저리그 역대 세 번째로 데뷔 시즌에 월드시리즈 MVP를 수상한 선수가 되었으며, 아메리칸 리그 최초로 아메리칸 리그 챔피언십 시리즈와 월드시리즈에서 MVP를 수상한 선수로 기억 되었다. 시즌 종료 후에는 그동안의 활약을 바탕으로 아메리칸 리그 올해의 신인상 투표에서 5위를 차지하였다. 또한 아메리칸 리그 골드글러브 유격수 부문에 선정되면서 메이저리그 역사상 최초로 데뷔 시즌에 골드글러브를 수상한 유격수로 기록되었다.

## 수상 경력
- 아메리칸 리그 골드글러브 유격수 부문 1회 (2022년)
- 아메리칸 리그 챔피언십 시리즈 최우수 선수 1회 (2022년)
- 메이저리그 월드시리즈 MVP 1회 (2022년)

## 연도별 타격 성적
| 연 도  | 소 속 | 경 기 | 타 석 | 타 수 | 득 점 | 안 타 | 2 루 타 | 3 루 타 | 홈 런 | 루 타 | 타 점 | 도 루 | 도 루 자 | 희 생 번 | 희 생 플 | 볼 넷 | 고 4 | 사 구 | 삼 진 | 병 살 타 | 타 율 | 출 루 율 | 장 타 율 | O P S |
| ------ | ----- | ----- | ----- | ----- | ----- | ----- | ------- | ------- | ----- | ----- | ----- | ----- | -------- | -------- | -------- | ----- | ---- | ----- | ----- | -------- | ----- | -------- | -------- | ----- |
| 2022년 | HOU   | 136   | 558   | 521   | 72    | 132   | 20      | 2       | 22    | 222   | 63    | 11    | 2        | 1        | 5        | 22    | 0    | 5     | 135   | 6        | .253  | .289     | .426     | .715  |
| 통산   | 1시즌 | 136   | 558   | 521   | 72    | 132   | 20      | 2       | 22    | 222   | 63    | 11    | 2        | 1        | 5        | 22    | 0    | 5     | 135   | 6        | .253  | .289     | .426     | .715  |

- 2022년 기준, 굵은 글씨는 시즌 최고 성적.